# Grand Prix de Plumelec-Morbihan 2010
La Grand Prix de Plumelec-Morbihan 2010, trentaquattresima edizione della corsa e valida come evento dell'UCI Europe Tour 2010 categoria 1.1, si svolse il 29 maggio 2010 su un percorso totale di 181 km.. Fu vinta dal francese Wesley Sulzberger che giunse al traguardo con il tempo di 4h23'41", alla media di 41,186 km/h.
Al traguardo 39 ciclisti portarono a termine il percorso.

## Ordine d'arrivo (Top 10)
| Pos. | Corridore         | Squadra       | Tempo    |
| ---- | ----------------- | ------------- | -------- |
| 1    | Wesley Sulzberger | FDJ           | 4h23'41" |
| 2    | Renaud Dion       | Roubaix       | a 41"    |
| 3    | Stéphane Augé     | Cofidis       | a 44"    |
| 4    | Pierrick Fédrigo  | Bouygues Tel. | a 48"    |
| 5    | David Le Lay      | AG2R La Mond. | a 52"    |
| 6    | Maxime Méderel    | BigMat        | a 1'09"  |
| 7    | Sébastien Duret   | Bretagne      | a 1'19"  |
| 8    | Brice Feillu      | Vacansoleil   | a 2'13"  |
| 9    | Pierre Rolland    | Bouygues Tel. | a 3'31"  |
| 10   | Laurent Pichon    | Bretagne      | a 3'34"  |